# Старое Колышкино
Старое Колышкино — деревня в Дубровском районе Брянской области, в составе Сещинского сельского поселения. Расположена в 14 км к западу от пгт Дубровка, в 6 км к югу от Сещи. Население — 328 человек (2010).

## История
Упоминается с XVII века (как Колышкино) в составе Подывотского стана Брянского уезда. С 1776 до 1929 года в Рославльском уезде Смоленской губернии (с 1861 — в составе Сергиевской волости, с 1922 в Епишевской, с 1924 в Сещенской волости).
C 1929 года в Дубровском районе; до 1954 являлась центром Староколышинского сельсовета; позднее в Сергеевском (до 1959), Заустьенском (до 1969) сельсоветах.
У северо-восточной окраины деревни находится бывшая усадьба Трёхбратское, памятник парковой архитектуры XVIII—XIX вв.